# Justine Wong-Orantes
Justine Wong-Orantes (ur. 6 października 1995 w Cypress) – amerykańska siatkarka, reprezentantka kraju, grająca na pozycji libero. 

## Sukcesy klubowe
Mistrzostwa Big Ten Conference:
- 2017
- 2014, 2016

Mistrzostwa NCAA:
- 2016
- 2017

Superpuchar Niemiec:
- 2019

Puchar Francji:
- 2023[4]

## Sukcesy reprezentacyjne
Puchar Panamerykański:
- 2017, 2018, 2019
- 2016

Puchar Wielkich Mistrzyń:
- 2017

Liga Narodów:
- 2018, 2021

Puchar Świata:
- 2019

Mistrzostwa Ameryki Północnej, Środkowej i Karaibów:
- 2019, 2023[5]

Igrzyska Olimpijskie:
- 2020[6]
- 2024[7]

## Nagrody indywidualne
- 2019: Najlepsza broniąca i przyjmująca Pucharu Panamerykańskiego
- 2019: Najlepsza broniąca Mistrzostw Ameryki Północnej, Środkowej i Karaibów
- 2020: Najlepsza libero Igrzysk Olimpijskich
- 2021: Najlepsza libero Ligi Narodów
- 2023: Najlepsza odbierająca Mistrzostw Ameryki Północnej, Środkowej i Karaibów